# Bruno Coulais
Pour les articles homonymes, voir Coulais.
 (septembre 2011).
Si vous disposez d'ouvrages ou d'articles de référence ou si vous connaissez des sites web de qualité traitant du thème abordé ici, merci de compléter l'article en donnant les références utiles à sa vérifiabilité et en les liant à la section « Notes et références ».
Bruno Coulais, né le 13 janvier 1954 à Paris, est un compositeur français de musique de film et de musique contemporaine. Au cinéma, il est surtout connu pour sa bande originale de Microcosmos : Le Peuple de l'herbe (1996), Himalaya : L'Enfance d'un chef (1999), Les Rivières pourpres (2000) et Les Choristes (2004).

## Biographie

### Carrière
Ayant d'abord reçu une formation musicale classique (violon, piano), il se dirige vers la composition. François Reichenbach lui confie en 1977 l’écriture de la musique originale du documentaire Mexico Magico ; il s'oriente alors progressivement vers la musique de film en composant notamment en 1985 la musique du premier long métrage Qui trop embrasse de Jacques Davila. Sa carrière reste assez discrète, avec beaucoup de travaux pour la télévision. On retrouve souvent son nom sur les téléfilms de Gérard Marx ou Laurent Heynemann et, au cinéma, il est remarqué pour sa collaboration, à trois reprises, avec Christine Pascal (Le petit prince a dit, 1992), ou encore sur un film comme Le Fils du requin d'Agnès Merlet (1993).
En 1994, il rencontre Josée Dayan, téléaste qui lui permet de composer une musique assez remarquée sur le feuilleton télévisé La Rivière Espérance (France 2, automne 1995) et avec laquelle il collaborera à nouveau par la suite, sur d'autres productions (Le Comte de Monte-Cristo, Balzac) comme sur des téléfilms plus intimistes (Les Nuiteux).
En 1996, il rencontre Claude Nuridsany et Marie Pérennou, les deux réalisateurs du documentaire Microcosmos : Le Peuple de l'herbe. Ce film singulier, qui laisse une grande place à la musique, obtient un grand succès et le met au premier plan des compositeurs les plus demandés du cinéma français. Le César de la meilleure musique de film lui est ainsi décerné en 1997, ainsi qu'une Victoire de la musique. Cette notoriété est définitivement confirmée avec les bandes originales d'Himalaya : L'Enfance d'un chef (1999, 2e César) et Les Rivières pourpres (2000), et depuis le nom de Bruno Coulais semble se retrouver systématiquement sur les nouveaux blockbusters à la française (Belphégor, Vidocq), tout en restant encore associé à des films beaucoup plus confidentiels. Cependant, après Le Peuple migrateur, en 2001, Coulais annonce son désir de réduire ses contributions au cinéma et de se consacrer à d'autres projets (création d'un opéra pour enfants, projets avec Akhenaton ou encore avec le groupe corse A Filetta avec lequel il travaille depuis sa musique pour Don Juan de Jacques Weber en 1998).
On le retrouve cependant en 2002 sur un dessin animé, L'Enfant qui voulait être un ours, et en 2004 sur Agents secrets de Frédéric Schoendoerffer et surtout sur le grand succès de l'année, Les Choristes de Christophe Barratier, dont la musique obtient un succès aussi considérable que celui du film, ce qui vaudra à Coulais son troisième César. Depuis, ses collaborations se font avec des réalisateurs avec lesquels il a une certaine affinité, en particulier Jacques Perrin, Frédéric Schoendoerffer, James Huth et Benoît Jacquot.
En 2005, il dirige dans la cathédrale de Saint-Denis son Stabat Mater avec la participation de Guillaume Depardieu et (voix enregistrée avant concert) de Robert Wyatt, et le chœur Mikrokosmos.
En 2013, il compose la musique de Lady Ô, le spectacle nocturne du Futuroscope réalisé par Skertzò et conté par Nolwenn Leroy.

### Vie privée
Bruno Coulais est père de quatre enfants : Hugo, Louis, Sofia et Anton. Le premier a fondé le groupe de rock Ulysse (premier album sorti début 2006).

## Style musical

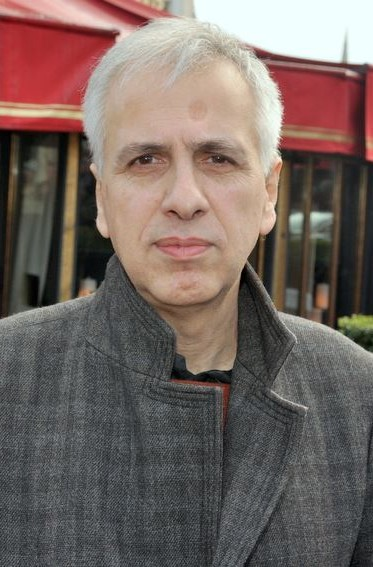
Bruno Coulais en février 2013.

Le style musical de Bruno Coulais peut être très différent d'une bande originale à une autre, cependant quelques constantes semblent se dégager : goût pour l'opéra et pour la voix humaine (en particulier celle d'enfants), pour la recherche de sonorités originales, pour les instruments extra-européens et le mélange de cultures musicales, et enfin, une tendance certaine à privilégier la notion d'ambiance (influencée par la lumière du film) à celle de narration. Dans l'ensemble, et contrairement à ses confrères Alexandre Desplat, Philippe Rombi, ses musiques ne doivent quasiment rien à une éventuelle « tradition française » de la musique de film (de Maurice Jaubert à Philippe Sarde en passant par Georges Delerue), ni même pour des musiciens de cinéma d'autres nationalités (malgré son intérêt affiché pour un compositeur comme Howard Shore), tant ses références musicales se situent essentiellement ailleurs (musiques du monde, musique contemporaine… ). [réf. nécessaire]

## Filmographie

### Cinéma

#### Longs métrages
- 1986 : Lien de parenté de Willy Rameau
- 1986 : Qui trop embrasse de Jacques Davila
- 1986 : La Femme secrète de Sébastien Grall
- 1989 : Zanzibar  de Christine Pascal
- 1990 : La Campagne de Cicéron de Jacques Davila
- 1991 : Le Jour des rois de Marie-Claude Treilhou
- 1991 : Les équilibristes  de Nico Papatakis
- 1992 : Le Retour de Casanova de Edouard Niermans
- 1992 : Le petit prince a dit  de Christine Pascal
- 1992 : Vieille canaille  de Gérard Jourd'hui
- 1992 : Siméon d'Euzhan Palcy
- 1992 : Ma sœur, mon amour de Suzy Cohen
- 1992 : Le Fils du requin  d'Agnès Merlet
- 1993 : Henri le vert (Der grüne Heinrich) de Thomas Koerfer
- 1995 : Waati  de Souleymane Cissé
- 1995 : Adultère (mode d'emploi) de Christine Pascal
- 1997 : Jeunesse de Noël Alpi
- 1997 : Combat de fauves de Benoît Lamy
- 1997 : Les Raisons du cœur (Flammen im Paradies) de Markus Imhoof
- 1997 : Don Juan  de Jacques Weber
- 1997 : Serial Lover  de James Huth
- 1997 : Déjà mort  de Olivier Dahan
- 1998 : Belle-maman  de Gabriel Aghion
- 1998 : Préférence de Grégoire Delacourt
- 1999 : Himalaya : L'Enfance d'un chef  d'Éric Valli
- 1999 : Un dérangement considérable  de Bernard Stora
- 1999 : La Débandade de Claude Berri
- 1999 : Épouse-moi  de Harriet Marin
- 1999 : Scènes de crimes  de Frédéric Schoendoerffer
- 1999 : Le Libertin  de Gabriel Aghion
- 2000 : Comme un aimant  de Akhenaton et Kamel Saleh
- 2000 : Jacqueline dans ma vitrine de Marc Adjadj et Philippe Pollet-Villard
- 2000 : Harrison's Flowers  de Élie Chouraqui
- 2000 : Les Rivières pourpres de Mathieu Kassovitz
- 2000 : Belphégor, le fantôme du Louvre  de Jean-Paul Salomé
- 2000 : De l'amour  de Jean-François Richet
- 2000 : Un aller simple de Laurent Heynemann
- 2001 : Vidocq  de Pitof
- 2001 : L'Enfant qui voulait être un ours  de Jannick Astrup
- 2003 : Agents secrets  de Frédéric Schoendoerffer
- 2004 : Je préfère qu'on reste amis...  d'Éric Toledano
- 2004 : Les Choristes  de Christophe Barratier
- 2004 : Brice de Nice  de James Huth
- 2005 : Quelques jours en avril (Sometimes in April)  de Raoul Peck
- 2006 : La Planète blanche de Thierry Ragobert et Thierry Piantanida
- 2007 : Truands  de Frédéric Schoendoerffer
- 2007 : Hellphone de James Huth
- 2007 : Ulzhan  de Volker Schlöndorff
- 2007 : Max & Co de Frédéric Guillaume et Samuel Guillaume
- 2007 : Le Deuxième Souffle  de Alain Corneau
- 2008 : Les femmes de l'ombre  de Jean-Paul Salomé
- 2008 : MR 73  de Olivier Marchal
- 2008 : Agathe Cléry  de Etienne Chatiliez
- 2009 : Brendan et le secret de Kells Tomm Moore
- 2009 : Coraline  de Henry Selick
- 2009 : Villa Amalia  de Benoît Jacquot
- 2009 : Mensch de Steve Suissa
- 2009 : Lucky Luke  de James Huth
- 2010 : Océans de Jacques Perrin et Jacques Cluzaud
- 2010 : Tête de Turc  de Pascal Elbé
- 2010 : Le Caméléon  de Jean-Paul Salomé
- 2010 : Au fond des bois de Benoît Jacquot
- 2011 : La Rizière  de Xiaoling Zhu
- 2011 : Mon pire cauchemar  d'Anne Fontaine
- 2011 : Switch de Frédéric Schoendoerffer
- 2011 : La Mer à l'aube de Volker Schlöndorff
- 2011 : La Clé des champs  de Claude Nuridsany et Marie Pérennou
- 2011 : Les Adieux à la reine  de Benoît Jacquot
- 2012 : Sur la piste du Marsupilami  d'Alain Chabat
- 2012 : Un bonheur n'arrive jamais seul  de James Huth
- 2012 : Ludwig II.  de Peter Sehr
- 2013 : Je fais le mort  de Jean-Paul Salomé
- 2013 : Amazonia  de Thierry Ragobert
- 2014 : Gemma Bovery  d'Anne Fontaine
- 2014 : Trois cœurs  de Benoît Jacquot
- 2014 : Le Chant de la mer de Tomm Moore
- 2015 : Mune, le gardien de la lune de Benoît Philippon
- 2015 : Journal d'une femme de chambre de Benoît Jacquot
- 2015 : Masaan de Neeraj Ghaywan
- 2016 : À jamais de Benoît Jacquot
- 2016 : Les Saisons de Jacques Perrin et Jacques Cluzaud
- 2016 : Voyage à travers le cinéma français de Bertrand Tavernier
- 2016 : Brice 3 de James Huth
- 2016 : Marie Curie de Marie Noëlle
- 2017 : La Mélodie de Rachid Hami
- 2018 : Normandie nue de Philippe Le Guay
- 2018 : Eva de Benoît Jacquot
- 2019 : Dernier Amour[1] de Benoît Jacquot
- 2019 : Blanche comme neige d'Anne Fontaine
- 2019 : Les Envoûtés de Pascal Bonitzer
- 2019 : Je ne rêve que de vous de Laurent Heynemann
- 2020 : La Daronne de Jean-Paul Salomé
- 2020 : Le Peuple Loup de Tomm Moore et Ross Stewart
- 2021 : L'Homme de la cave de Philippe Le Guay
- 2022 : Maigret de Patrice Leconte
- 2022 : Wendell & Wild de Henry Selick
- 2023 : Un hiver en été de Laetitia Masson
- 2023 : La Syndicaliste de Jean-Paul Salomé
- 2024 : Boléro d'Anne Fontaine

Prochainement
- 2024 : Belle de Benoît Jacquot

#### Courts métrages
- 1979 : Nuit féline de Gérard Marx
- 1984 : Oiseau de sang de Frédéric Ripert
- 1986 : Bel ragazzo de Georges Bensoussan
- 1991 : Peinture fraîche de Gérard Frot-Coutaz et Jean-Claude Guiguet
- 1997 : Les héros sont debout de Rodolphe Pauly
- 2001 : Origine océan de Gerald Calderon
- 2002 : Les Tombales de Christophe Barratier
- 2003 : Toute une histoire de Jean Rousselot
- 2011 : Come Wander with Me de Hugo Coulais
- 2011 : Truismes d'Antoni Aloy
- 2012 : Z Chromozome de Thierry Mugler
- 2014 : Seed of the Fight d'Amanda Alvarez Diaz

#### Documentaires
- 1996 : Microcosmos : Le Peuple de l'herbe de Claude Nuridsany et Marie Pérennou
- 2001 : Le Peuple migrateur  de Jacques Perrin et Jacques Cluzaud
- 2004 : Genesis  de Claude Nuridsany
- 2004 : Voyageurs du Ciel et de la Mer  de Jacques Perrin
- 2006 : La Planète blanche  de Thierry Piantanida et Thierry Ragobert
- 2010 : Ωcéans de Jacques Perrin et Jacques Cluzaud
- 2010 : Bébés  de Thomas Balmès
- 2016 : Les Saisons de Jacques Perrin et Jacques Cluzaud
- 2016 : Voyage à travers le cinéma français de Bertrand Tavernier

### Télévision

#### Séries télévisées
- 1985 : Série noire (2 épisodes)
- 1987 : L'heure Simenon (1 épisode)
- 1988 : Médecins des hommes (1 épisode)
- 1989 : Juliette en toutes lettres
- 1990 : Faut pas rêver (série documentaire)
- 1990 : Série rose (1 épisode)
- 1993 : Le juge est une femme
- 1994 : 3000 scénarios contre un virus (1 épisode)
- 1994 : Le cascadeur (1 épisode)
- 1994 : L'instit (3 épisodes)
- 1995 : La Rivière Espérance de Josée Dayan (mini-série, 9 épisodes)
- 1995 : Les cinq dernières minutes (1 épisode)
- 1997 : L'histoire du samedi (2 épisodes)
- 1997 : La Belle Vie (mini-série)
- 1998 : Le Comte de Monte-Cristo de Josée Dayan (mini-série, 4 épisodes)
- 1998 : Deux flics
- 1999 : Véga
- 2002 : Les ailes de la nature (série documentaire) (1 épisode)
- 2005 : Les Rois maudits de Josée Dayan (mini-série, 5 épisodes)
- 2006 : L'Affaire Villemin (mini-série, 6 épisodes)
- 2011 : Le Peuple des océans (série documentaire) (3 épisodes)
- 2016 : Le Peuple des forêts (série documentaire) (3 épisodes)
- 2022 : Diane de Poitiers de Josée Dayan (mini-série, 2 épisodes)
- 2024 : Citoyens clandestins de Laëtitia Masson

#### Téléfilms
- 1984 : Quidam de Gérard Marx
- 1989 : Adieu Christine de Christopher Frank
- 1990 : Baie des Anges connection de Patrick Jamain
- 1990 : Le Lien du sang de Pierre Lary
- 1991 : Piège pour femme seule de Gérard Marx
- 1992 : Fenêtre sur femmes de Don Kent
- 1992 : Odyssée bidon de Donald Kent
- 1992 : La place du père de Laurent Heynemann
- 1993 : Les aventuriers d'Eden River (Flight from Justice) de Don Kent
- 1993 : Embrasse-moi vite! de Gérard Marx
- 1994 : Cognacq-Jay de Laurent Heynemann
- 1994 : Mort d'un gardien de la paix de Josée Dayan
- 1994 : Les Nuiteux de Josée Dayan
- 1994 : La colline aux mille enfants de Jean-Louis Lorenzi
- 1995 : Victor et François de Josée Dayan et Ruben Goots
- 1995 : Le Blanc à lunettes d'Edouard Niermans
- 1995 : Un si bel orage de Jean-Daniel Verhaeghe
- 1995 : Des mots qui déchirent de Marco Pauly
- 1995 : L'enfant des rues de François Luciani
- 1996 : Cœur de cible de Laurent Heynemann
- 1996 : Sixième classique de Bernard Stora
- 1996 : Une fille à papas de Pierre Joassin
- 1996 : L'Enfant du secret de Josée Dayan
- 1996 : L'Orange de Noël de Jean-Louis Lorenzi
- 1996 : J'ai rendez-vous avec vous de Laurent Heynemann
- 1996 : Vice vertu et vice versa de Françoise Romand
- 1996 : Les Liens du cœur de Josée Dayan
- 1997 : Pardaillan d'Edouard Niermans
- 1997 : La Famille Sapajou d'Élisabeth Rappeneau
- 1997 : L'Amour dans le désordre d'Élisabeth Rappeneau
- 1997 : Les Héritiers de Josée Dayan
- 1997 : Le dernier été de Claude Goretta
- 1997 : Mireille et Vincent de Jean-Louis Lorenzi
- 1997 : Victor (téléfilm) de Josée Dayan
- 1998 : L'enfant des terres blondes d'Edouard Niermans
- 1999 : Balzac de Josée Dayan
- 1999 : Das Mädchen aus der Fremde de Peter Reichenbach
- 2000 : Le blanc et le rouge de Jean-Louis Lorenzi
- 2001 : Zaïde, un petit air de vengeance de Josée Dayan
- 2003 : Les Parents terribles de Josée Dayan
- 2004 : Milady de Josée Dayan
- 2005 : Quelques jours en avril (Sometimes in April) de Raoul Peck
- 2006 : Gaspard le bandit de Benoît Jacquot
- 2007 : René Bousquet ou le Grand Arrangement de Laurent Heynemann
- 2008 : Le septième juré d'Edouard Niermans
- 2008 : La mort n'oublie personne de Laurent Heynemann
- 2009 : Un homme d'honneur de Laurent Heynemann
- 2010 : Les faux-monnayeurs de Benoît Jacquot
- 2010 : Le Roi, l'Écureuil et la Couleuvre de Laurent Heynemann
- 2011 : Accusé Mendès France de Laurent Heynemann
- 2012 : Pour toi, j'ai tué de Laurent Heynemann
- 2013 : La Rupture de Laurent Heynemann
- 2015 : Pierre Brossolette ou les passagers de la lune de Coline Serreau
- 2016 : Les Fausses Confidences de Luc Bondy
- 2017 : La Tueuse caméléon, de Josée Dayan
- 2021 : Laval, le collaborateur de Laurent Heynemann
- 2022 : Chevrotine de Laëtitia Masson
- 2023 : Adieu vinyle de Josée Dayan

## Discographie
- Le Fils du requin (1993)
- La Rivière Espérance (1995)
- Microcosmos (1996)
- Les Raisons du cœur (1997)
- Don Juan (1998) avec A Filetta
- Déjà mort (1998) (6 titres parmi compilation d'autres musiques)
- Serial Lover (1998)
- Le Comte de Monte-Cristo (1998)
- La Débandade (1999)
- Himalaya : L'Enfance d'un chef (1999) avec A Filetta
- Belle maman (1999) (6 titres parmi compilation d'autres musiques)
- Le Libertin (2000) avec A Filetta
- Comme un aimant (2000) (collaboration avec Akhenaton) avec A Filetta
- Les Rivières pourpres (2000)
- Harrison’s Flowers (2000)
- Belphégor (2001)
- De l'amour (2001)
- Vidocq (2001)
- Le Peuple migrateur (2001), avec Robert Wyatt et A Filetta
- L’enfant qui voulait être un ours (2002)
- Les Choristes (2004)
- Agents secrets (2004)
- Genesis (2004)
- Brice de Nice (2005)
- Les Rois maudits (2005)
- Stabat mater (28 juin 2005 - basilique de Saint-Denis), avec Robert Wyatt
- La Planète blanche (2006)
- Truands (2007)
- Le Deuxième Souffle (2007)
- MR 73 (2008) (téléchargement uniquement)
- Bruno Coulais - Rétrospective (double CD, compilation) (2008)
- Coraline (2009)
- Brendan et le secret de Kells (2009)
- Lucky Luke (2009)
- Océans (2010)
- Bébés (2010) (téléchargement uniquement)
- La Clé des champs (2011)
- Sur la piste du Marsupilami (2012) (téléchargement uniquement)
- Les Adieux à la reine / Au fond des bois / Villa Amalia : musiques pour les films de Benoît Jacquot (2012)
- Ludwig II (2013)
- Amazonia (2013) (téléchargement uniquement)

## Distinctions

### Récompenses
- 1997 : César de la meilleure musique écrite pour un film pour Microcosmos : Le Peuple de l'herbe
- 1997 : Victoire de la musique de la meilleure musique de film pour Microcosmos : Le Peuple de l'herbe
- 2000 : César de la meilleure musique pour Himalaya : L'Enfance d'un chef
- 2004 : European Award de la meilleure musique de film pour Les Choristes
- 2005 : César de la meilleure musique pour Les Choristes
- 2005 : Victoire de la musique pour Les Choristes
- 2005 : Étoile d'or du compositeur de musique originale de films pour Les Choristes et Genesis
- 2007 : Grand prix Sacem de la musique pour l'audiovisuel
- 2010 : Annie award pour Coraline
- 2011 : prix France Musique-Sacem de la musique de film pour la musique d'Au fond des bois[2]

### Nominations
- 2001 : César de la meilleure musique pour Les Rivières Pourpres
- 2002 : César de la meilleure musique pour Le Peuple Migrateur
- 2005 : Oscar de la meilleure chanson originale pour la chanson Vois sur ton chemin
- 2011 : César de la meilleure musique pour Océans
- 2013 : César de la meilleure musique pour Les Adieux à la reine

### Décoration
- Officier de l'Ordre des Arts et des Lettres (2013)[3].